# 兴隆山
35°50′N 104°05′E / 35.833°N 104.083°E
兴隆山又称兴龙山，位于甘肃省兰州市东南45公里的榆中县境内，距榆中县城西南5公里。属祁连山山系东延部分，为黄土高原上的石质山地之一。西北-东南走向。面积280平方公里，东西长40公里，南北宽约7公里。自东向西包括五台山、尖子山、兴隆山、栖云山、黄石岩、条林岭、豹子岭等七个山峰，最高峰海拔3021米。风景秀丽，是著名的旅游胜地，向有“陇上名胜”之称，被誉为“陇右第一名山”。
1986年经甘肃省政府批准建立“甘肃省兴隆山自然保护区”，1988年由国务院批准建立了“甘肃兴隆山国家级自然保护区”。2002年10月25日，经国家旅游局批准兴隆山国家级自然保护区为“4A级”旅游区。 